# 資源局
資源局（しげんきょく）は、1927年（昭和2年）、日本の内閣の外局として設置された国家総動員準備機関である。第一次世界大戦以後、大日本帝国陸軍が調査・研究してきた国家総動員思想を制度的に保障した機関として、資源局の設置は重要な意味を持っている。

## 設置
1922年（大正11年）10月30日に、勅令第四六一号により国勢院が廃止された後の数年間は、国家総動員体制を統括するための中心的組織は作られなかったが、1926年（昭和元年）になると帝国議会では国防論議が高まりを見せた。
そこで、同年4月22日に日本政府は「国家総動員機関設置準備委員会ニ関スル件」を閣議決定し、機関設置の検討に入った。
そして、国家総動員機関設置準備委員会での議論の結果、資源局が、資源局官制（昭和2年5月27日勅令第139号）により、1927年（昭和2年）5月27日に設置された。
資源局は、内閣総理大臣管理下の事務・諮詢機関である。その役目は、総動員資源の統制・運用を準備することだった。

## 構成
管理は内閣総理大臣が行い、総務課、調査課、施設課、企画課から構成された。
このうち、総務課は、人事・文書・会計・資源の統制運用に関する制度・施設の研究、それに必要な法令の準備・立案を管掌した。
調査課は、資源の現況調査、戦時需給の調査を担当した。
施設課は資源の培養助長・統制運用計画の遂行達成を目的とした平時施設の設置を管掌し、企画課は統制運用機関の整備計画、資源の補填、配当その他の統制運用の計画策定を管掌した。
資源局の設置に伴い、同年7月18日には資源審議会が設置された。資源審議会は、資源局の関連業務に関する内閣諮問機関である。総裁（首相）、副総裁、委員、臨時委員（いずれも首相の奏請で内閣により任命）により構成され（資源審議会官制第3条）、幹事長(資源局長官と兼任)と幹事（首相の奏請で内閣により任命）が置かれ審議会の庶務を行った。（資源審議会官制第５条）。資源審議会は軍需評議会と異なり、著しく権限の強化された組織である。

## 主な実施項目
資源局は資源調査法の制定(法律第53号、1929年(昭和4年)4月12日公布)、総動員計画設定処務要綱の策定(同年6月18日閣議決定)などを実施、この要綱に基づいて、総動員基本計画綱領、暫定期間計画設定処務規程、暫定期間計画設定ニ関スル方針、暫定期間計画設定ニ関スル指示事項を作成し、総動員計画への本格的な準備が始まった。

## 統合
内閣資源局は、支那事変勃発後の1937年(昭和12年)10月25日に企画庁と統合して、企画院へ改組された。

## 歴代長官
- 宇佐美勝夫：1927年（昭和2年）5月27日 - 　[9][10]
- （扱）堀切善次郎：1933年（昭和8年）1月19日 -
- 川久保修吉：1933年（昭和8年）9月19日 -
- 松井春生：1936年（昭和11年）4月24日 - 1937年（昭和12年）10月23日